# Бубал
Бубал, або ліророга антилопа (Damaliscus) — рід африканських  антилоп родини  порожнисторогих підродини  бубалових (Alcelaphinae).

## Систематика
- Рід бубал (Damaliscus)
  - Бубал Гантера (Damaliscus hunteri)
  - Бубал біломордий (Damaliscus pygargus)
  - Топі (Damaliscus lunatus)

Іноді бубала Гантера виділяють в окремий рід Beatragus, а окремі підвиди інших двох видів розглядають як самостійні види, наприклад Damaliscus korrigum або Damaliscus superstes.